# Пайн-Айленд (Міннесота)
Пайн-Айленд (англ. Pine Island) — місто (англ. city) в США, в округах Гудг'ю і Олмстед штату Міннесота. Населення — 3769 осіб (2020).

## Географія
Пайн-Айленд розташований за координатами 44°11′53″ пн. ш. 92°37′42″ зх. д. / 44.19806° пн. ш. 92.62833° зх. д. (44.198110, -92.628467).  За даними Бюро перепису населення США в 2010 році місто мало площу 14,53 км², з яких 14,47 км² — суходіл та 0,06 км² — водойми.

### Клімат
| Клімат : Пайн-Айленд         | Клімат : Пайн-Айленд | Клімат : Пайн-Айленд | Клімат : Пайн-Айленд | Клімат : Пайн-Айленд | Клімат : Пайн-Айленд | Клімат : Пайн-Айленд | Клімат : Пайн-Айленд | Клімат : Пайн-Айленд | Клімат : Пайн-Айленд | Клімат : Пайн-Айленд | Клімат : Пайн-Айленд | Клімат : Пайн-Айленд | Клімат : Пайн-Айленд |
| Показник                     | Січ.                 | Лют.                 | Бер.                 | Квіт.                | Трав.                | Черв.                | Лип.                 | Серп.                | Вер.                 | Жовт.                | Лист.                | Груд.                | Рік                  |
| Абсолютний максимум, °C      | 14,4                 | 17,8                 | 28,3                 | 33,9                 | 41,7                 | 41,1                 | 42,8                 | 38,3                 | 38,3                 | 34,4                 | 25,6                 | 26,1                 | 42,8                 |
| Середній максимум, °C        | −4,4                 | −1,7                 | 6,1                  | 16,1                 | 20,6                 | 26,1                 | 29,4                 | 27,2                 | 22,8                 | 17,2                 | 5,6                  | −1,7                 | 13,7                 |
| Середній мінімум, °C         | −16,1                | −13,9                | −6,7                 | 7,2                  | 6,7                  | 12,8                 | 16,7                 | 13,3                 | 9,4                  | 1,7                  | −5,6                 | −13,3                | 1,1                  |
| Норма опадів, мм             | 23                   | 22                   | 49                   | 85                   | 95                   | 119                  | 108                  | 124                  | 97                   | 62                   | 51                   | 29                   | 864                  |
| ---------------------------- | -------------------- | -------------------- | -------------------- | -------------------- | -------------------- | -------------------- | -------------------- | -------------------- | -------------------- | -------------------- | -------------------- | -------------------- | -------------------- |
| Джерело: The Weather Channel |                      |                      |                      |                      |                      |                      |                      |                      |                      |                      |                      |                      |                      |

## Демографія
Згідно з переписом 2010 року, у місті мешкали 3263 особи в 1292 домогосподарствах у складі 873 родин. Густота населення становила 225 осіб/км².  Було 1399 помешкань (96/км²).
Расовий склад населення:
| - 96,6 % — білих - 0,9 % — чорних або афроамериканців - 0,8 % — азіатів - 0,1 % — вихідців з тихоокеанських островів - 0,1 % — корінних американців |

До двох чи більше рас належало 1,3 %. Частка іспаномовних становила 1,7 % від усіх жителів.
За віковим діапазоном населення розподілялося таким чином: 27,4 % — особи молодші 18 років, 59,1 % — особи у віці 18—64 років, 13,5 % — особи у віці 65 років та старші. Медіана віку мешканця становила 35,2 року. На 100 осіб жіночої статі у місті припадало 93,9 чоловіків;  на 100 жінок у віці від 18 років та старших — 87,9 чоловіків також старших 18 років.
Середній дохід на одне домашнє господарство  становив 97 679 доларів США (медіана — 63 194), а середній дохід на одну сім'ю — 88 634 долари (медіана — 81 060). Медіана доходів становила 51 282 долари для чоловіків та 42 125 доларів для жінок. За межею бідності перебувало 17,2 % осіб, у тому числі 25,2 % дітей у віці до 18 років та 6,3 % осіб у віці 65 років та старших.
Цивільне працевлаштоване населення становило 1902 особи. Основні галузі зайнятості: освіта, охорона здоров'я та соціальна допомога — 37,7 %, роздрібна торгівля — 12,5 %, мистецтво, розваги та відпочинок — 12,2 %.